# 34. ceremonia wręczenia nagród Brytyjskiej Akademii Filmowej
34. ceremonia rozdania nagród Brytyjskiej Akademii Sztuk Filmowych i Telewizyjnych.
Najwięcej statuetek (3) otrzymał film Człowiek słoń.

## Nominacje
Laureaci oznaczeni są wytłuszczeniem

### Najlepszy film
- Jonathan Sanger – Człowiek słoń
- Akira Kurosawa, Tomoyuki Tanaka – Sobowtór
- Stanley R. Jaffe – Sprawa Kramerów
- Andrew Braunsberg – Wystarczy być

### Najlepszy aktor
- John Hurt − Człowiek słoń
- Dustin Hoffman − Sprawa Kramerów
- Roy Scheider − Cały ten zgiełk
- Peter Sellers − Wystarczy być

### Najlepsza aktorka
- Judy Davis − Moja wspaniała kariera
- Shirley MacLaine − Wystarczy być
- Bette Midler − Róża
- Meryl Streep − Sprawa Kramerów

### Najlepsza reżyseria
- Akira Kurosawa − Sobowtór
- Robert Benton − Sprawa Kramerów
- David Lynch − Człowiek słoń
- Alan Parker − Sława

### Najlepszy scenariusz
- Jerzy Kosiński − Wystarczy być
- Christopher De Vore, Eric Bergren, David Lynch − Człowiek słoń
- Jim Abrahams, David Zucker, Jerry Zucker − Czy leci z nami pilot?
- Robert Benton − Sprawa Kramerów

### Najlepsze zdjęcia
- Giuseppe Rotunno − Cały ten zgiełk
- Caleb Deschanel − Czarny rumak
- Freddie Francis − Człowiek słoń
- Takao Saitô, Masaharu Ueda − Sobowtór

### Najlepsza scenografia/dekoracja wnętrz
- Stuart Craig − Człowiek słoń
- Philip Rosenberg − Cały ten zgiełk
- Danilo Donati − Flash Gordon
- Norman Reynolds − Gwiezdne wojny: część V – Imperium kontratakuje

### Najlepsze kostiumy
- Seiichiro Momosawa − Sobowtór
- Albert Wolsky − Cały ten zgiełk
- Frantz Salieri − Don Giovanni
- Danilo Donati − Flash Gordon

### Najlepszy dźwięk
- Christopher Newman, Les Wiggins, Michael J. Kohut − Sława
- Maurice Schell, Christopher Newman, Dick Vorisek − Cały ten zgiełk
- Jean-Louis Ducarme, Jacques Maumont, Michelle Nenny − Don Giovanni
- Peter Sutton, Ben Burtt, Bill Varney − Gwiezdne wojny: część V – Imperium kontratakuje
- James E. Webb, Chris McLaughlin, Kay Rose, Theodore Soderberg − Róża

### Najlepszy montaż
- Alan Heim − Cały ten zgiełk
- Anne V. Coates − Człowiek słoń
- Gerry Hambling − Sława
- Gerard B. Greenberg − Sprawa Kramerów

### Nagroda im. Anthony’ego Asquita za muzykę
- John Williams − Gwiezdne wojny: część V – Imperium kontratakuje
- Howard Blake, Queen − Flash Gordon
- Michael Gore − Sława
- Hazel O’Connor − Breaking Glass

### Najbardziej obiecujący debiut aktorski w głównej roli
- Judy Davis − Moja wspaniała kariera
- Sonia Braga – Dona Flor i jej dwóch mężów
- John Gordon Sinclair − Dziewczyna Gregory’ego
- Debra Winger − Miejski kowboj

## Podsumowanie
Laureaci

Nagroda / Nominacja
- 3 / 7 – Człowiek słoń
- 2 / 2 – Moja wspaniała kariera
- 2 / 4 – Sobowtór
- 2 / 6 – Cały ten zgiełk
- 1 / 3 – Gwiezdne wojny: część V – Imperium kontratakuje
- 1 / 4 – Sława
- 1 / 4 – Wystarczy być

Przegrani
- 0 / 2 – Don Giovanni
- 0 / 2 – Róża
- 0 / 3 – Córka górnika
- 0 / 3 – Flash Gordon
- 0 / 6 – Sprawa Kramerów